# Goveđe Polje
Goveđe Polje falu Horvátországban Belovár-Bilogora megyében. Közigazgatásilag Dežanovachoz tartozik.

## Fekvése
Belovártól légvonalban 47, közúton 64 km-re délkeletre, Daruvártól légvonalban 13, közúton 18 km-re délnyugatra, községközpontjától 8 km-re délre, Nyugat-Szlavóniában, a Bela-patak jobb partján fekszik.

## Története
A térség a 17. század végén szabadult fel a török uralom alól. A teljesen kihalt területre a parlagon heverő földek megművelése és a határvédelem céljából a 18. század első felében Bosznia területéről telepítettek be új, szerb anyanyelvű lakosságot. A települést az első katonai felmérés térképén „Dorf Govegie Polie” néven találjuk. Neve marhákkal legeltetett mezőt (tulajdonképpen Marhamezőt) jelent.
Lipszky János 1808-ban Budán kiadott repertóriumában „Govegyepolye” néven szerepel. Nagy Lajos 1829-ben kiadott művében „Govegyepolye” néven 53 házzal és 262 ortodox vallású lakossal találjuk.
A Magyar Királyságon belül Horvát–Szlavónország részeként, Pozsega vármegye Daruvári járásának része volt. 1857-ben 245, 1910-ben 534 lakosa volt. A 19. század végén és a 20. század elején az olcsó földterületek miatt és a jobb megélhetés reményében jelentős számú magyar lakosság telepedett le itt. 1910-ben a népszámlálás adatai szerint lakosságának 52%-a magyar, 43%-a szerb, 4%-a horvát anyanyelvű volt. Az I. világháború után 1918-ban az új szerb-horvát-szlovén állam, majd később (1929-ben) Jugoszlávia része lett.
1941 és 1945 között a németbarát Független Horvát Államhoz, háború után a település a szocialista Jugoszláviához tartozott. A település 1991-től a független Horvátország része. 1991-ben lakosságának 66%-a szerb, 16%-a magyar, 5%-a horvát nemzetiségű volt. 2011-ben a településnek 222 lakosa volt, akik főként mezőgazdasággal, állattartással foglalkoztak.

## Lakossága
| Lakosság változása | Lakosság változása | Lakosság változása | Lakosság változása | Lakosság változása | Lakosság változása | Lakosság változása | Lakosság változása | Lakosság változása | Lakosság változása | Lakosság változása | Lakosság változása | Lakosság változása | Lakosság változása | Lakosság változása | Lakosság változása |
| ------------------ | ------------------ | ------------------ | ------------------ | ------------------ | ------------------ | ------------------ | ------------------ | ------------------ | ------------------ | ------------------ | ------------------ | ------------------ | ------------------ | ------------------ | ------------------ |
| 1857               | 1869               | 1880               | 1890               | 1900               | 1910               | 1921               | 1931               | 1948               | 1953               | 1961               | 1971               | 1981               | 1991               | 2001               | 2011               |
| 245                | 353                | 366                | 507                | 495                | 534                | 528                | 527                | 486                | 483                | 400                | 330                | 241                | 202                | 140                | 100                |

## Nevezetességei
Szűz Mária szentéges szíve tiszteletére szentelt római katolikus kápolnáját 1931-ben építették. Kisméretű épület, a hajónál szűkebb, négyszögletes szentéllyel. A harangtorony a délkeleti homlokzat előtt áll, piramis alakú toronysisak fedi. Ma eléggé rossz állapotban van.